# Saison ABA 1967-1968
La première saison de l’American Basketball Association a été jouée en 1967-68. Du 13 octobre au 24 mars, les onze équipes engagées dans cette première saison ont joué chacune 78 matchs. Les playoffs ont conduit en finale les Pittsburgh Pipers aux New Orleans Buccaneers, l'équipe de Pittsburgh remportant la victoire en sept matchs,,.

## Saison régulière

### Classements
| Champion de division | Qualifié pour les playoffs |

 W = victoires, L = défaites, PCT = pourcentage de victoires, GB = retard (en nombre de matchs)
| Équipe               | W  | L  | PCT    | GB |
| -------------------- | -- | -- | ------ | -- |
| Pittsburgh Pipers    | 54 | 24 | 69,2 % | -  |
| Minnesota Muskies    | 50 | 28 | 64,1 % | 4  |
| Indiana Pacers       | 38 | 40 | 48,7 % | 16 |
| Kentucky Colonels    | 36 | 42 | 46,2 % | 18 |
| New Jersey Americans | 36 | 42 | 46,2 % | 18 |

| Équipe                 | W  | L  | PCT    | GB |
| ---------------------- | -- | -- | ------ | -- |
| New Orleans Buccaneers | 48 | 30 | 61,5 % | -  |
| Dallas Chaparrals      | 46 | 32 | 59 %   | 2  |
| Denver Rockets         | 45 | 33 | 57,7 % | 3  |
| Houston Mavericks      | 29 | 49 | 37,2 % | 19 |
| Anaheim Amigos         | 25 | 53 | 32,1 % | 23 |
| Oakland Oaks           | 22 | 56 | 28,2 % | 26 |

### Meilleurs joueurs
| Catégorie                  | Joueur             | Équipe                 | Statistique |
| -------------------------- | ------------------ | ---------------------- | ----------- |
| Points par match           | Connie Hawkins     | Pittsburgh Pipers      | 26,8        |
| Rebonds par match          | Mel Daniels        | Minnesota Muskies      | 15,6        |
| Passes décisives par match | Larry Brown        | New Orleans Buccaneers | 6,5         |
| % aux tirs                 | Trooper Washington | Pittsburgh Pipers      | 52,3 %      |
| % aux lancers francs       | Charles Beasley    | Dallas Chaparrals      | 87,2 %      |
| % à 3-points               | Steve Jones        | Oakland Oaks           | 42,6 %      |

### Joueurs récompensés
- Rookie de l'année : Mel Daniels (Minnesota Muskies)
- MVP de l'année : Connie Hawkins (Pittsburgh Pipers)
- Entraîneur de l'année : Vince Cazzetta (Pittsburgh Pipers)
- MVP des playoffs : Connie Hawkins (Pittsburgh Pipers)
- All-ABA First Team:
  - Connie Hawkins, Pittsburgh Pipers
  - Doug Moe, New Orleans Buccaneers
  - Mel Daniels, Minnesota Muskies
  - Larry Jones, Denver Rockets
  - Charles Williams, Pittsburgh Pipers
- All-ABA Second Team:
  - Roger Brown, Indiana Pacers
  - John Beasley, Dallas Chaparrals
  - Cincinnatus Powell, Dallas Chaparrals
  - Louie Dampier, Kentucky Colonels
  - Larry Brown, New Orleans Buccaneers
- All-Rookie Team:
  - Bob Netolicky, Indiana Pacers
  - Trooper Washington, Pittsburgh Pipers
  - Mel Daniels, Minnesota Muskies
  - Jimmy Jones, New Orleans Buccaneers
  - Louie Dampier, Kentucky Colonels

## Playoffs

### Règlement
Au premier tour et pour chaque division, l'équipe classée numéro 1 affronte l'équipe classée numéro 4 et la numéro 2 la 3. Une équipe doit gagner trois matchs au premier tour pour remporter une série de playoffs, avec un maximum de six matchs par série puis quatre matchs vainqueurs sont nécessaires en finale de division et pour la finale de l'ABA.

### Arbre de qualification
|  | Division demi-finales | Division demi-finales | Division demi-finales | Division demi-finales |    |                   | Division finales | Division finales | Division finales | Division finales |  |  | Finale ABA | Finale ABA | Finale ABA | Finale ABA |
|  |                       |                       |                       |                       |    |                   |                  |                  |                  |                  |  |  |            |            |            |            |
|  |                       |                       |                       |                       |    |                   |                  |                  |                  |                  |  |  |            |            |            |            |
|  |                       |                       |                       |                       |    |                   |                  |                  |                  |                  |  |  |            |            |            |            |
|  | 1                     | New Orleans Bucs      | 3                     | 3                     |    |                   |                  |                  |                  |                  |  |  |            |            |            |            |
|  | 1                     | New Orleans Bucs      | 3                     | 3                     |    |                   |                  |                  |                  |                  |  |  |            |            |            |            |
|  | 3                     | Denver Rockets        | 2                     | 2                     |    |                   |                  |                  |                  |                  |  |  |            |            |            |            |
|  | 3                     | Denver Rockets        | 2                     | 2                     | 1  | New Orleans Bucs  | 4                | 4                |                  |                  |  |  |            |            |            |            |
|  |                       |                       |                       |                       | 1  | New Orleans Bucs  | 4                | 4                |                  |                  |  |  |            |            |            |            |
|  |                       |                       | 2                     | Dallas Chaparrals     | 1  | 1                 |                  |                  |                  |                  |  |  |            |            |            |            |
|  | 4                     | Houston Mavericks     | 2                     | Dallas Chaparrals     | 1  | 1                 | 0                | 0                |                  |                  |  |  |            |            |            |            |
|  | 4                     | Houston Mavericks     |                       |                       |    |                   |                  | 0                |                  |                  |  |  |            |            |            |            |
|  | 2                     | Dallas Chaparrals     | 3                     | 3                     |    |                   |                  |                  |                  |                  |  |  |            |            |            |            |
|  | 2                     | Dallas Chaparrals     | 3                     | 3                     | O1 | New Orleans Bucs  | 3                | 3                |                  |                  |  |  |            |            |            |            |
|  |                       |                       |                       |                       | O1 | New Orleans Bucs  | 3                | 3                |                  |                  |  |  |            |            |            |            |
|  |                       |                       | E1                    | Pittsburgh Pipers     | 4  | 4                 |                  |                  |                  |                  |  |  |            |            |            |            |
|  | 1                     | Pittsburgh Pipers     | E1                    | Pittsburgh Pipers     | 4  | 4                 | 3                | 3                |                  |                  |  |  |            |            |            |            |
|  | 1                     | Pittsburgh Pipers     |                       |                       |    |                   |                  |                  |                  |                  |  |  |            |            |            |            |
|  | 3                     | Indiana Pacers        | 0                     | 0                     |    |                   |                  |                  |                  |                  |  |  |            |            |            |            |
|  | 3                     | Indiana Pacers        | 0                     | 0                     | 1  | Pittsburgh Pipers | 4                | 4                |                  |                  |  |  |            |            |            |            |
|  |                       |                       |                       |                       | 1  | Pittsburgh Pipers | 4                | 4                |                  |                  |  |  |            |            |            |            |
|  |                       |                       | 2                     | Minnesota Muskies     | 1  | 1                 |                  |                  |                  |                  |  |  |            |            |            |            |
|  | 4                     | Kentucky Colonels     | 2                     | Minnesota Muskies     | 1  | 1                 | 2                | 2                |                  |                  |  |  |            |            |            |            |
|  | 4                     | Kentucky Colonels     |                       |                       |    |                   |                  | 2                |                  |                  |  |  |            |            |            |            |
|  | 2                     | Minnesota Muskies     | 3                     | 3                     |    |                   |                  |                  |                  |                  |  |  |            |            |            |            |
|  | 2                     | Minnesota Muskies     | 3                     | 3                     |    |                   |                  |                  |                  |                  |  |  |            |            |            |            |
|  |                       |                       |                       |                       |    |                   |                  |                  |                  |                  |  |  |            |            |            |            |

Lors du septième match de la finale, les Pipers vont remporter la manche ultime devant leur public de la Civic Arena, 122 à 113, devant 11 457 personnes. Connie Hawkins, joueur des Pipers, est élu MVP des playoffs.